# Vi gör det igen
Vi gör det igen är ett studioalbum av det svenska dansbandet Scotts, släppt 21 april 2010.
Albumet innehåller bland annat en cover på "In a Moment Like This", Danmarks bidrag till Eurovision Song Contest 2010 i Norge som Scotts spelat in i duett med Erica Sjöström från Drifters, samt en tolkning av Sofie, Playtones finallåt från Dansbandskampen 2009. Man tolkar också Sven-Ingvars "Kristina från Vilhelmina" från 1966.
Låten "Jag ångrar ingenting" gick in på Svensktoppen den 25 juli 2010 , och men var utslagen redan veckan därpå.

## Låtlista
| Nr  | Titel                                                      | Låtskrivare                                                                | Längd |
| --- | ---------------------------------------------------------- | -------------------------------------------------------------------------- | ----- |
| 1.  | "Jag ångrar ingenting"                                     | Mikael Persson, Erik Mårtensson, Peter Karlsson                            | 3.41  |
| 2.  | "Vi gör det igen"                                          | Thomas Thörnholm, Danne Attlerud                                           | 2.41  |
| 3.  | "In a Moment Like This" (med Erica Sjöström från Drifters) | Henrik Sethsson, Thomas G:sson, Erik Bernholm                              | 3.02  |
| 4.  | "Sommaren var vi"                                          | Richard Larsson, Björn Strid, David Andersson                              | 3.32  |
| 5.  | "Beautiful Sunday"                                         | Daniel Broone, Rod McQueen                                                 | 2.57  |
| 6.  | "Malena"                                                   | Johan Hamsås                                                               | 2.58  |
| 7.  | "Tillbaks med framtiden"                                   | Martin "E-Type" Eriksson                                                   | 2.49  |
| 8.  | "Ingen kan älska som vi"                                   | Roger Hansson, Mikael Lundgren, Klas Bergvall, Jan Persson, Chris Lancelot | 3.56  |
| 9.  | "Kristina från Vilhelmina"                                 | Rune Wallebom                                                              | 3.43  |
| 10. | "Jennie"                                                   | Henrik Sethsson, Pontus Assarsson                                          | 3.02  |
| 11. | "När vi har landat"                                        | Martin Hägglund, Johan Skog                                                | 3.33  |
| 12. | "Sofie"                                                    | Henrik Sethsson, Thomas G:son                                              | 2.54  |
| 13. | "Bara du"                                                  | Henrik Sethsson, Mats Tärnfors                                             | 3.29  |

### Scotts
- Henrik Strömberg - sång, gitarr
- Claes Linder - keyboard, körsång
- Roberto Mårdstam - bas, körsång
- Per-Erik "Lillen" Tagesson - trummor

- Producerad och arrangerad av: Roberto Mårdstam, Claes Linder
- Sångproducent/Körarrangemang: Henrik Sethsson
- Inspelad i Studio Scotts, Lidköping
- Mixad av: Plec i Panicroom
- Teknikassistent: Ermin Harmidović
- Exekutiv producent: Bert Karlsson
- Låten "Jennie" producerad och arrangerad av Henrik Sethsson och Pontus Assarsson och mixad av Jörgen Ringqvist
- Foto: Karin Törnblom
- Grafisk form: R & R Reproduktion.se

### Listplaceringar
| Lista (2010) | Topplacering |
| ------------ | ------------ |
| Sverige      | 4            |

### Fotnoter
1. ↑  Dansbands-Jimmy 5 april 2010 - Scotts "gör det igen" nu med en ny skiva.
2. ↑  Dansbands-Jimmy 21 april 2010 - Modernt och stabilt av Scotts
3. ↑  Svensktoppen - 25 juli 2010
4. ↑  Svensktoppen - 1 augusti 2010
5. ↑  Listplacering